# Ángel Rivera (pallavolista)
Ángel Rivera Bernardi (Mayagüez, 12 maggio 1992) è un pallavolista portoricano, centrale dei Changos de Naranjito.

## Carriera

### Club
Ángel Rivera inizia a praticare la pallavolo su suggerimento dello zio Antonio Bernardi. Inizia quindi la sua carriera nella formazione giovanile del Nativos, club della sua città, Barranquitas. In seguito riceve una borsa di studio per partecipare alla Liga Atlética Interuniversitaria de Puerto Rico dalla Interamericana PR. Fa quindi il suo esordio da professionista nella Liga de Voleibol Superior Masculino, firmando nella stagione 2013-14 con gli Indios de Mayagüez, dove rimane per un quadriennio.
Nel campionato 2017 si trasferisce ai Changos de Naranjito, militandovi ininterrottamente per un triennio e ricevendo qualche riconoscimento individuale. Dopo la cancellazione della Liga de Voleibol Superior Masculino nel 2020, torna in campo negli Stati Uniti d'America, dove veste brevemente la maglia dei Dallas Tornadoes nella NVA 2021. Ritorna quindi in forza ai Changos de Naranjito per disputare la Liga de Voleibol Superior Masculino 2021, al termine della quale si aggiudica lo scudetto, venendo inoltre premiato come MVP della stagione regolare e come rising star. 
Dopo una seconda esperienza in NVA coi Dallas Tornadoes, torna a difendere i colori della franchigia di Naranjito a partire dalla Liga de Voleibol Superior Masculino 2022, venendo inserito nello All-Star Team del torneo 2023.

### Nazionale
Nel 2019 fa il suo esordio nella nazionale portoricana al torneo di qualificazione nordamericano alla Volleyball Challenger Cup, andando poi a conquistare la medaglia d'oro alla NORCECA Final Four 2025.

## Palmarès

### Club
- Campionato portoricano: 1

2021

### Nazionale (competizioni minori)
- NORCECA Final Four 2025

### Premi individuali
- 2018 - Liga de Voleibol Superior Masculino: Miglior attaccante
- 2019 - Liga de Voleibol Superior Masculino: All-Star Team
- 2021 - Liga de Voleibol Superior Masculino: MVP della Regular season
- 2021 - Liga de Voleibol Superior Masculino: Rising star
- 2023 - Liga de Voleibol Superior Masculino: All-Star Team